# DataArt
DataArt (ДатаАрт) — международная компания, занимающаяся аутсорсингом программного обеспечения, специализирующаяся в области internet-приложений, технологий Internet of Things, корпоративных баз данных и инструментов промышленной автоматизации, включая системы клиент- и контент-менеджмента.

## История
Дата основания: 30 апреля 1997 года.
Компания основана в России, в г. Санкт-Петербург. Второй офис был открыт в Воронеже несколько лет спустя.
В 2007 году компания DataArt получила статус «Золотого сертифицированного партнёра Microsoft» (Microsoft Gold Certified Partner). В этом же году компания открыла центры разработки на Украине: в Харькове и Херсоне.
В 2011 году открыт офис в Киеве. В 2012 году — в Днепре и Одессе, а в 2014 году — во Львове. Также в 2014 году компания пришла в Польшу и Аргентину, в 2016 году — в Латвию и Болгарию.
В 2022 году российский центр разработки DataArt был продан инвестиционно-управляющей компании N3.Group и управляющему партнеру инвестхолдинга «Ташир МЕДИКА» Арсену Галстяну и сменил свое название на ITentika.

## Основные факты
Специализация: Финансовые услуги, телекоммуникации, медиа-кампании, медицинское ПО, travel-сфера, дистанционное обучение.
Представительства:
- Нью-Йорк (США, головной офис)
- Днепр (Украина)
- Киев (Украина)
- Херсон (Украина)
- Одесса (Украина)
- Харьков (Украина)
- Львов (Украина)
- Люблин (Польша)
- Вроцлав (Польша)
- Буэнос-Айрес (Аргентина)
- Джексонвиль (Флорида, США)
- Чапел-Хилл (Северная Каролина, США)
- Лондон (Великобритания)
- Ереван (Армения)